# Cycle de l'Ékumen
Le Cycle de l'Ékumen est un cycle littéraire de science-fiction, composé d'une vingtaine de nouvelles et de sept romans écrits par Ursula K. Le Guin et initialement publiés entre 1966 et 2000. Il est également connu sous le titre de Cycle de Hain, qui est la traduction du nom donné à l'origine au cycle en anglais (Hainish Cycle).
Cet ensemble de récits raconte, dans un avenir très lointain, les histoires de différents anthropologues, observateurs et représentants de la Ligue de Tous les Mondes (dans les premiers récits) puis de l'Ékumen, deux confédérations interplanétaires successives de colonies humaines fondées depuis Hain/Davenant, la planète (fictive) d'origine de l'humanité ; l'Ékumen a pour but de favoriser la coopération, grâce à un appareil de communication instantanée appelé ansible, entre une grande variété de sociétés et de sous-espèces humaines résultantes de l'évolution biologique naturelle et parfois du génie génétique.
Les thèmes centraux du cycle de l'Ékumen, comme dans l'ensemble de l'œuvre d'Ursula K. Le Guin, ont évolué, au milieu des années 1970, depuis une approche anthropologique très imprégnée de philosophie taoïste, existentialiste et plutôt individualiste, vers une critique plus sociale, engagée en faveur d'une forme d'anarchisme pacifiste, abordant plusieurs grands sujets de crise politique et sociale de la fin du XXe siècle, comme la société de classes, l'autoritarisme, le colonialisme, l'impérialisme, le militarisme, les inégalités sociales, les inégalités de genre, le sexisme et les questions de genre.

## Œuvres du cycle par ordre de publication
Les récits qui ont été rattachés (toujours ou par certaines sources seulement) au cycle de l'Ékumen n'ont pas été écrits et publiés par Ursula K. Le Guin dans l'ordre chronologique de l'univers qu'elle a ainsi imaginé ; elle a indiqué sur son site dans quel ordre il pouvait être préférable de les lire.
- Le Collier de Semlé, 1978 ((en) Semley’s Necklace, 1964)nouvelle
- Le Monde de Rocannon, OPTA, coll. Club du livre d'anticipation, 1972 ((en) Rocannon's world, 1966)roman incluant la nouvelle précédente en prologue
- Planète d'exil, OPTA, coll. Club du livre d'anticipation, 1972 ((en) Planet of Exile, 1966)roman
- La Cité des illusions, OPTA, coll. Club du livre d'anticipation, 1972 ((en) City of illusion, 1967)roman
- Neuf vies, J'ai lu, 1976 ((en) Nine Lives, 1969)nouvelle pas toujours rattachée au cycle selon les avis
- La Main gauche de la nuit, Robert Laffont, coll. Ailleurs et Demain, 1971 ((en) The Left Hand of Darkness, 1969)roman
- Le nom du monde est forêt, Robert Laffont, coll. Ailleurs et Demain, 1979 ((en) The Word for World is Forest, 1972)roman
- Les Dépossédés, Robert Laffont, coll. Ailleurs et Demain, 1975 ((en) The Dispossessed, 1974)roman
- L'Ascension de la face nord, 2010 ((en) The Ascent of the North Face, 1983)nouvelle
- Le Kerastion, 2010 ((en) The Kerastion, 1990)nouvelle
- L'Histoire des Shobies, 2010 ((en) The Shobies' Story, 1990)nouvelle
- Première rencontre avec les Gorgonides, 2010 ((en) The First Contact with the Gorgonids, 1991)nouvelle
- Le Sommeil de Newton, 2010 ((en) Newton's Sleep, 1991)nouvelle
- La Première Pierre, 2009 ((en) The Rock That Changed Things, 1992)nouvelle
- La Danse de Ganam, 2010 ((en) Dancing to Ganam, 1993)nouvelle
- Pêcheur de la mer intérieure, Souffle du Rêve, 2010 ((en) A Fisherman of the Inland Sea, 1994)recueil de nouvelles précédemment publiées et des quatre suivantes
- Solitude, 2005 ((en) Solitude, 1994)nouvelle
- La Question de Seggri, 2006 ((en) The Matter of Seggri, 1994)nouvelle
- Un amour qu'on n'a pas choisi, 2006 ((en) Unchosen Love, 1994)nouvelle
- Un pêcheur de la mer intérieure, 2010 ((en) Another Story or a Fisherman of the Inland Sea, 1994)nouvelle
- Trahisons, 2006 ((en) Betrayals, 1994)nouvelle
- Jour de pardon, 2007 ((en) Forgiveness Day, 1994)nouvelle
- Un homme du peuple, 2007 ((en) A Man of the People, 1995)nouvelle
- Libération d'une femme, 2007 ((en) A Woman's Liberation, 1995)nouvelle
- Quatre chemins de pardon, L'Atalante, 2007 ((en) Four Ways to Forgiveness, 1995)recueil de nouvelles incluant les quatre précédentes et les deux suivantes
- Puberté en Karhaïde, 2006 ((en) Coming of Age in Karhide, 1995)nouvelle
- Coutumes montagnardes, 2006 ((en) Mountain Ways, 1996)nouvelle
- Musique ancienne et les femmes esclaves, 2000 ((en) Old Music and the Slave Women, 1999)nouvelle
- Le Dit d'Aka, Robert Laffont, coll. Ailleurs et Demain, 2000 ((en) The Telling, 2000)roman
- L'Anniversaire du monde, 2005 ((en) The Birthday of the World, 2000)nouvelle
- L'Anniversaire du monde, Robert Laffont, coll. Ailleurs et Demain, 2006 ((en) The Birthday of the World and Other Stories, 2002)recueil de nouvelles précédemment publiées et de la suivante
- Paradis perdu, 2005 ((en) Paradises Lost, 2002)nouvelle

## Description de l'univers du cycle de l'Ékumen

### Une incohérence assumée
Le Guin a affirmé son opposition, dans un texte introductif à une édition de l'ensemble du cycle de l'Ékumen, à ce qu'il soit considéré comme « un univers fictif cohérent avec une histoire bien planifiée, parce que [...] ce n'est pas le cas ». Dans la FAQ de son site, elle a répondu ainsi à une question sur l'ordre de ses textes dans le cycle : « Le fait est qu'il n'y a pas de cycle ou de saga. Ils [les textes] ne forment pas une histoire cohérente. Il y a quelques connexions claires entre eux, oui, mais d'autres sont extrêmement troubles. Il y a aussi quelques grandes discontinuités (par exemple qu'est devenue la télépathie après La Main gauche de la nuit ? Qui sait ?) ». En préface du dernier ouvrage du cycle, elle a déclaré que le processus de création de cet univers était revenu, finalement, à « tâtonner sans méthode précise – en laissant tomber un millénaire par-ci, en oubliant une planète par-là » (en référence à l'attribution du même nom, Werel, à deux planètes différentes).
Elle conclut en 2017 par cet aveu : « Certaines histoires se rejoignent, d'autres se contredisent. Irresponsable comme une touriste, j'ai erré dans mon univers en oubliant ce que j'en avais dit la dernière fois, puis en essayant de dissimuler les divergences par des invraisemblances, ou par le silence » ; mais avec le recul, elle s'est alors réjoui de la liberté d'imagination que lui avait offert cette absence de structure, en permettant à ses idées « de changer et de se développer », sans que sa pensée ne reste « coincée dans un univers rempli de notions [...] dépassées, de règles auto-instituées ».
Ainsi, la chronologie des récits est assez nébuleuse et très ouverte à l'interprétation, à tel point que Le Guin l'a qualifiée de « cas désespéré » et l'a comparée à « la toile d'une araignée sous LSD » et à « ce qu'un chaton retire du panier à tricot », parce qu'elle la considère comme « surtout constituée de trous ».
On peut toutefois situer le contexte global des récits de ce cycle, dont le nom se réfère à la notion d'Écoumène,, et tenter d'en retracer une chronologie, même imparfaite.

### Contexte global des récits
Cette section ne s'appuie pas, ou pas assez, sur des sources secondaires ou tertiaires indépendantes du sujet. Le texte peut contenir des analyses inexactes ou inédites de sources primaires.
Pour l'améliorer, ajoutez-en, ou placez des modèles {{Source secondaire souhaitée}} ou {{Source secondaire nécessaire}} sur les passages mal sourcés. (mai 2024)
Il y a des milliers d'années, Hain/Davenant a colonisé de nombreuses planètes, dont la Terre. Les humains de la plupart de ces mondes ne se distinguaient que peu de l'espèce terrienne. Mais dans quelques mondes, les Hainiens, pour une raison inconnue, ont utilisé le génie génétique pour créer des peuples plus différenciés, comme les « hilfs » (Highly Intelligent Life Form) de Rocannon (dans Le Monde de Rocannon), les humanoïdes d’Athshe (dans Le nom du monde est forêt) ou comme les hermaphrodites de Géthen/Nivôse (dans La Main gauche de la nuit).
Les histoires du cycle de l'Ékumen s'inscrivent dans une période où l'humanité s'efforce de reconstituer une civilisation interstellaire qui regrouperait les anciennes colonies hainiennes. En effet, en raison des distances et des temps de déplacement entre ces planètes, même à une vitesse proche de celle de la lumière, les peuples des planètes colonisées ont oublié l'existence des autres mondes humains et les Hainiens envoient des observateurs puis des représentants de leur « Ligue de Tous les Mondes » pour rétablir un lien et une collaboration entre les différentes sociétés et sous-espèces d'humains.
Après un conflit entre la ligue de tous les mondes humains et les Shings, aussi appelés « l’Ennemi », et sur lesquels on a peu de connaissances établies (voir La Cité des illusions), la coordination hainienne et la coopération entre humains reprennent sous le nom d’Ékumen (à partir de Le Roi de Nivôse).

Dans La Main gauche de la nuit, l'Envoyé de l'Ékumen en résume ainsi le but : 
« "Ékumen" est notre expression terrienne ; en langue vulgaire on dit "la Maison" ; [...] l’Ékumen n’est pas essentiellement un gouvernement – pas du tout. C’est une tentative pour revenir à l’union du mysticisme et de la politique [...]. C’est une organisation éducatrice ; par cet aspect c’est comme une très vaste école – vaste comme l’Univers. Elle a vocation à favoriser la communication et la coopération, et cet autre aspect en fait une ligue ou union multimondiale, qui possède un minimum d’institutions conventionnelles centralisées. [...] Comme entité politique l’Ékumen coordonne, il n’ordonne pas. Il n’a pas de lois à faire exécuter ; ses décisions sont prises en conseil, par consentement mutuel, et non à l’unanimité ou par des ordres autoritaires. Comme entité économique il déploie une immense activité, réglant les communications intermondiales, équilibrant la balance commerciale »
 Ursula K. Le Guin a résumé ainsi l'objectif de l'Ékumen : « un groupement de mondes non-directif, qui fait circuler les informations, et qui, à l’occasion, enfreint sa propre directive d’être non-directif ».
L’Ékumen a été rendu possible en grande partie grâce à l'invention de l’« ansible », un dispositif de communication instantanée dû aux découvertes en physique temporelle dans le système planétaire de l'étoile Tau Ceti (dans Les Dépossédés). Le voyage physique, lui, reste soumis à l'impossibilité de dépasser la vitesse de la lumière ; il s'effectue sur des vaisseaux qualifiés de NAFAL (Nearly As Fast As Light, c'est-à-dire « presque aussi rapide que la lumière »), dans un état appelé « achronie », qui peut provoquer des discontinuités évoquées dans La Cité des illusions. Il a pu exister un moyen de transport supraluminique (FTL - Faster Than Light) utilisé seulement pour les marchandises inertes, car mortel pour les êtres vivants. Par ailleurs, une application de la physique temporelle cétienne semble permettre le transport instantané des personnes (churten) au prix d'effets temporels et psychologiques décrits dans Pêcheur de la mer intérieure.

### Chronologie
Cette section ne s'appuie pas, ou pas assez, sur des sources secondaires ou tertiaires indépendantes du sujet. Le texte peut contenir des analyses inexactes ou inédites de sources primaires.
Pour l'améliorer, ajoutez-en, ou placez des modèles {{Source secondaire souhaitée}} ou {{Source secondaire nécessaire}} sur les passages mal sourcés. (mai 2024)
- Si vous ne connaissez pas le sujet, laissez ce bandeau (vous pouvez alors contacter les auteurs).
- Si vous supprimez le contenu mis en cause (vous pouvez préalablement contacter les auteurs),

argumentez précisément cette suppression dans la page de discussion
(un manque de référence n'est pas un argument ; une recherche réelle de référence doit avoir été effectuée, être formellement documentée).
- Il y a des centaines de milliers d'années, les Hainiens (de la planète Hain, que les Terriens appellent Davenant et qui est située à 140 années-lumière de la Terre) furent à l'origine du peuplement de plusieurs planètes. Pour une raison inconnue, le contact entre ces mondes fut rompu et sur chacune de ces planètes, chaque peuple a fini par se croire l'unique représentant de l'Humanité.
- Renouant avec le voyage interstellaire à une vitesse subluminique (NAFAL, Nearly As Fast As Light[10].), Hain/Davenant reprend contact avec certains peuples, dont la Terre et Urras/Anarres (système de Tau Ceti).
- Soixante ans après l'arrivée des Hainiens et des Terriens sur Urras, Shevek, un physicien originaire d'Anarres, élabore une Théorie Temporelle Générale qui décrit la « nature du Temps et de la Simultanéité ». Cette découverte majeure de la physique cétienne permettrait la communication instantanée. (Les Dépossédés).
- Cette possibilité se concrétise avec l'Ansible. Ce dispositif de communication rend possible la création de la Ligue de Tous les Mondes. La Ligue intervient pour faire cesser la dérive colonialiste qui a causé la révolte des hilfs d'Athshe et la disponibilité de l'ansible permet de transformer la colonie d'exploitation forestière en mission d'observation planétaire.

« Les objets matériels sont toujours assujettis à la distance temporelle, mais plus la transmission de l'information »

— Le nom du monde est forêt
- Le voyage instantané devient possible pour les objets inertes, mais pas pour les êtres vivants. Dans le cadre de sa préparation à la « Guerre à venir », la Ligue développe des armes automatiques à vitesse transluminique qu'elle utilisera contre une planète sécessionniste et impérialiste (Faradée)... Toutefois la vraie guerre reste à venir. (Le Monde de Rocannon).
- Sur la planète qui porte maintenant son nom (Rocannon), l'ethnologue de la Ligue qui a permis la victoire contre Faradée a reçu le don de télépathie (« parole en esprit ») que la Ligue a appris à utiliser.

« Il est écrit dans nos livres que nous avons appris cela d'une autre race, il y a longtemps, sur un monde appelé Rokanan. C'est un don, mais cela s'apprend. »

— Planète d'exil
- Un groupe d'émissaires terriens de la Ligue maitrisant cette technique est envoyé sur la Planète Werel (Gamma Draconis III). C'est à ce moment que l'Ennemi attaque. Ce groupe est abandonné sur Werel par la Ligue de Tous les Mondes qui est vaincue. Elle regroupait 80 planètes[13]. (Planète d'exil).
- Après 600 années terrestres (ou 20 années weréliennes) d'isolement, les Terriens de Werel se métissent avec les autochtones aux yeux jaunes. Ce peuple métissé qui se donne le nom d'Autreterriens conservera cette technique de la « parole en esprit ». (La Cité des illusions).
- Encore 600 ans et Werel/Autreterre réussit à construire un vaisseau NAFAL qui est envoyé vers la Terre alors sous la coupe de l'Ennemi (les Shing) dont on ignore l'origine et la nature exactes. Un survivant de l'équipage de ce vaisseau, Agad Ramarren, réussit à s'enfuir et retourne sur Werel avec une certitude : les Shing peuvent « mentir en esprit » et une information : les Shing ne sont pas nombreux... (La Cité des illusions).
- On ignore quand et comment, les Shing sont défaits, et moins de 600 ans plus tard une nouvelle ligue hainienne s'est reformée sous le nom d'Ékumen[14]. La pratique télépathique de la « parole en esprit » n'est ensuite plus évoquée que dans La Main gauche de la nuit.
- La Terre connait une nouvelle période de troubles : les Unistes, des extrémistes religieux, y prennent le pouvoir et l'isolent à tel point que l'Ékumen doit envoyer un nouveau Mobile (Dalzul) pour renouer le contact. Il sera le seul Mobile envoyé par l'Ékumen sur une planète dont il est originaire... (Le Dit d'Aka).
- Une nouvelle technique de déplacement à vitesse supraluminique (le churten), basée, comme l'ansible, sur la théorie physique cétienne, est en phase de tests. Elle semble prometteuse, mais des effets indésirables de divergence de perception de la réalité ou de renvoi dans le passé en empêchent l'adoption définitive à l'époque décrite dans Pêcheur de la mer intérieure.

### Peuples
Si, sur chaque planète se retrouvent des descendants du peuple de Hain, il y a évidemment d'autres formes de vie, avancées ou non.
- Hainiens : Habitants de Hain-Davenant. Ils seraient à l'origine de toutes les races humanoïdes. Ils sont « grands, blancs, et d'un abord avenant[15] »
- D'origine probablement commune,
  - Gdemiar, Argiliens : Troglodytes nocturnes de haute intelligence, type hominidé, taille 120 à 135 cm
  - Fiia : haute intelligence, type hominidé caractérisé, espèce diurne, taille environ 130 cm
- Liuar : Haute intelligence, type hominidé caractérisé, espèce diurne, taille moynne dépassant 170 cm, scindé en
  - Olgyior, médiants, homme du milieu, à peau claire et cheveux foncés.
  - Angyar, seigneur, très grands, à peau foncée et cheveux blonds.
- Sans nom : espèce semi-humanoïde ailée, très grande, chauve, aux yeux sans paupière, aveugle et sourde, dépourvue d'intelligence humaine (avec une attitude comparée à celle de l'insecte, capable de construire une cité composée de grands bâtiments, comparée à une ruche).
- Athshéens : Indigènes d'Athshe. Race humanoïde, « d'un mètre de haut, et couverts d'une fourrure verte[16] ». Sa population est estimée à 3 millions.
- Cétiens : Habitants de Tau Ceti, ils sont « gris, sombres, trapus, l'air austère[15] ». « La caractéristique la plus séduisante du tempérament cétien plutôt bourru était la curiosité, une curiosité inopportune, et inépuisable ; les Cétiens mouraient avec impatience, curieux de connaître ce qui viendrait après[17]. »
- Shing : L'Ennemi de la Ligue. Race a apparence humaine, mais ne pouvant se croiser avec celle-ci.

Dans le premier roman rédigé par Le Guin pour le cycle de l'Ékumen, le directeur de la mission ethnologique Rocannon établit une distinction entre l'animal et l'humain fondée sur la parole et qui détermine s'il est comestible ou non : « Manges-en si tu veux, Yahan. Moi, je suis incapable d'écailler une bête qui pourrait me parler ».

### Planètes
Dans La Main gauche de la nuit, Genly Aï déclare au roi Argaven de Karhaïde que l'Ékumen regroupe 3000 nations sur 83 planètes, Géthen pouvant devenir la 84e. On ne sait pas combien de planètes habitées n'appartiennent pas à l'Ékumen.
Voici quelques-unes de ces planètes citées dans les écrits du cycle de l'Ékumen :
- Aka : à la suite du contact avec l'Ékumen, ce monde a connu récemment une révolution technologique rapide. Le gouvernement autoritaire y impose une idéologie techno-scientiste et entend faire disparaitre tous les aspects de la culture traditionnelle, dont l'écriture, la littérature et une forme de méditation gymnique qui semble permettre la lévitation (Le Dit d'Aka).

- Anarres  : voir Urras.

- Athshe : planète forestière (dont le nom signifie aussi bien « monde » que « forêt » dans la langue indigène). Connue également sous les noms de « Monde 41 » ou « Nouvelle-Tahiti ». Bien que peuplée d'hilfs (Highly Intelligent Life Form) à la fourrure verte et de petite taille (mais incontestablement humains), la planète a été partiellement ouverte à l'exploitation forestière juste avant la création de la Ligue de tous les mondes. Les Terriens chargés de cette exploitation se sont comportés en colonialistes bornés et ont déclenché en retour une rébellion meurtrière des autochtones (Le nom du monde est forêt)

- Faradée : cette planète récemment découverte par les Terriens développe une civilisation militariste et se lance dans une guerre de conquête interstellaire. Les Faradéens construisent une base secrète sur le Monde de Rocannon, d'où leurs vaisseaux de destruction pourraient être lancés, tandis que la Ligue s'efforce de soumettre leur monde. Grâce à l'action de Rocannon, Faradée est défaite par la Ligue et on n'entend plus parler d'elle (Le Monde de Rocannon).

- Ganam - Tadkla : monde doté d'une technologie évoluée mais discrète. Ses habitants sont les Gaman (ou alors n'est-ce le nom que d'une partie de la population ? voire seulement d'un village ?). Ce serait le monde le plus lointain colonisé par les hainiens (qui le connaisse sous le nom de Tadkla) et la perte de contact avec la communauté humaine y remonterait à 500.000 ans. Cette planète est la destination choisie pour les premiers essais de churten et les effets de confusion de ce nouveau mode de transport instantané expliquent sans doute les incertitudes à son sujet. (La danse de Ganam dans Pêcheur de la mer intérieure)

- Géthen - Nivôse : planète très froide (d'où son nom terrien de Nivôse). Couverte de glaciers, elle est habitée par des humains androgynes. Les deux principaux états-nations de Géthen, la Karhaïde et l'Orgoreyn, sont rivaux mais n'ont jamais connu de véritable guerre, qui est un concept inconnu des Géthéniens, peut-être en raison de leur nature hermaphrodite (La Main Gauche de la Nuit).

- Hain - Davenant : Le Premier Monde. Aussi appelé Davenant par les Terriens. La plus ancienne culture de l'Ékumen et, semble-t-il, source de la vie intelligente dans les planètes de l'Ékumen. Les observateurs de l'Ékumen sont formés sur Hain.

- Nouvelle-Géorgie-du-Sud : base de surveillance des HILF pour la Zone galactique 8 de la Ligue. Son chef-lieu est Kerguelen. Ces noms montrent à l'évidence que ce monde a été découvert et colonisé par les Terriens. (Le Monde de Rocannon)

- O : planète située à 4 années-lumière de Hain. Sa population se nomme ki'O et est surtout connue pour son système inhabituel de mariage à 4 (sedoretu) combinant les deux sexes et les deux orientations sexuelles (Pêcheur de la mer intérieure dans le recueil du même nom, Un amour qu'on n'a pas choisi et Coutumes montagnardes dans L'Anniversaire du monde).

- Onze Soro : onzième planète du soleil Soro. Ce monde a connu une haute technologie, puis un désastre massif. Il a supporté la plus grande densité de population et les « plus grandes cités jamais construites sur une planète, recouvrant entièrement deux des continents, avec quelques petites zones préservées pour l'agriculture ; il y avait eu cent vingt milliards d'habitants dans les cités, tandis que les animaux, la mer, l'air et la terre mouraient, jusqu'à ce que les gens eux-mêmes se mettent à mourir ». Après le désastre, une nouvelle culture très introvertie a émergé, dans laquelle les hommes et les femmes vivent séparés et solitaires, le faible lien social étant uniquement assuré par les enfants (Solitude dans L'Anniversaire du monde).

- Rocannon - Rokanan : deuxième planète de l'étoile Fomalhaut. Peuplée d'au moins 3 types d'hilfs (Highly Intelligent Life Form). Elle a été baptisée du nom de l'ethnologue de la Ligue qui a joué un rôle important dans la victoire contre Faradée.

- Seggri : la population de cette planète est surtout connue pour son extrême séparation des sexes qui serait due au rapport inhabituel de 16 femmes pour un homme (peut-être une ancienne expérience génétique hainienne). Le seul rôle social des hommes est de participer aux « jeux », activité sportive tenant de la corrida, du football et du combat de gladiateurs. Ils sont envoyés dès 11 ans dans des centres d'entrainement (les châteaux) et seuls les vainqueurs aux jeux obtiennent de rejoindre les « forniqueries » ou ils deviennent les géniteurs choisis et rémunérés par les femmes pour leurs talents d'étalons (La Question de Seggri dans L'Anniversaire du monde).

- Terre : troisième planète du système solaire, monde des Terriens. L'entrée de la Terre dans l'Ékumen est évoquée dans Le Dit d'Aka. Plusieurs Mobiles ou Envoyés de l'Ékumen sont terriens, bien que le comportement des colons terriens sur Athshe ait été sujet à caution (mais c'était juste avant la création de la Ligue de Tous les Mondes...) Les physiciens cétiens connaissent les théories d'un collègue terrien dénommé Ainsetain (Einstein) qui pratiquait une physique différente plusieurs siècles auparavant.

- Urras & Anarres : système de planètes jumelles (chacune est la lune de l'autre) en orbite autour de l'étoile Tau Ceti. Les Cétiens (nom collectif donné par l'Ékumen aux habitants des deux planètes) sont des humains très velus et très avancés sur le plan scientifique. Urras est partagée entre plusieurs pays aux systèmes politiques et niveaux de développement différents ; Annares est peuplée d'Odoniens, groupe anarchiste originaire d'Urras qui ont choisi l'exil pour y créer une nouvelle civilisation sans état (Les Dépossédés, Les Douze Quartiers du vent).

- Werel - Autreterre : troisième planète de l'étoile géante Gamma Draconis. C'est le foyer des Autreterriens, hybrides de terriens et des habitants originels de la planète. Les premiers colons terriens ont été oubliés sur cette planète  et, après plusieurs générations, se sont résolus au métissage avec les hilfes aux yeux jaunes autochtones (Planète d'exil, La Main gauche de la nuit, La Cité des illusions).

- Yeowe & Werel  : respectivement troisième et quatrième planètes d'un système stellaire simple. Yeowe a été colonisé par Werel (qui n'a aucun rapport avec Werel - Autreterre). Un système esclavagiste sévère a longtemps dominé ces deux mondes : les Werelliens noirs avaient totalement soumis les blancs et les avaient réduits au simple rang de « mobilier ». Après le contact avec l'Ékumen, une rebellion a éclaté sur Yeowe qui n'était alors qu'une colonie agricole, grande importatrice d'esclaves mâles. La guerre civile s'est ensuite propagée sur Werel jusqu'à la disparition de l'esclavage. Restait ensuite aux femmes à se libérer... (Quatre chemins de pardon, Musique Ancienne et les Femmes esclaves dans L'Anniversaire du monde).

- Autres planètes : Beldene, Chiffewar, Cime, Ensbo, Tétra-Taurus, Gao, Gde, Huthu, Kapteyn, Kheakh, Orint, Olloul, Prestno, S, Havre Sheashel, Ve et les Extrêmes Ultimes sont autant de planètes citées dans au moins une histoire du cycle de l'Ékumen. Leur propre histoire n'a pas (encore) été écrite. On sait peu de choses sur la plupart de ces mondes, sinon que :
  - Gde est devenu un désert de pierre et de sable il y a des dizaines de milliers d'années.
  - Chiffewar est une planète pacifique.
  - La Ligue a dû se retirer d' Orint après un désastre causé par ses habitants. Une planète nommée Kheakh s'est d'ailleurs détruite elle-même récemment, comme Orint. (Jour de pardon).
  - Proche de Onze-Soro la planète forestière Huthu est dotée d'arbres-cités et un champignon y teint la peau des habitants en bleu. (Solitude).
  - Prestno est le monde le plus proche d'Athshe. Il est également nommé « Monde 88 ». (Le nom du monde est forêt)
  - Un des membres de l'équipage dans Plus vaste qu'un empire est natif de Beldene, la planète-jardin qui « n'a jamais découvert la chasteté ni la roue ».
  - Ve est un partenaire de la civilisation Hainienne (Un homme du peuple).

## Analyse littéraire

### Thématiques

#### Anthropologie et sociologie
Le Guin utilise le trope de science-fiction du voyage interstellaire comme un moyen d'imaginer des organisations sociales extrêmement variées, développées par des colonies humaines sur différentes planètes fictives. Cela lui permet d'explorer les préjugés culturels sur le genre, la sexualité ou encore l'étranger.
En traitant systématiquement le cas de l'arrivée d'un observateur extérieur sur une planète étrangère, Le Guin montre l'impossibilité de s'affranchir totalement du choc culturel, la difficulté de traduire le mode de vie d'une espèce étrangère dans un langage et une expérience culturelle compréhensibles ; elle expose ainsi la subjectivité inéluctable de l'observateur, la « cécité » de la prétendue « neutralité » scientifique confrontée à ses propres biais culturels, et illustre les limites d'un discours qui cherche avant tout à préserver ses propres façons de voir le monde et à se privilégier lui-même.
Mona Fayad a observé que « la préoccupation de Le Guin pour les préjugés culturels est évidente tout au long de sa carrière littéraire ».
Leon E. Stover considère que La Main gauche de la nuit est le « roman de science-fiction anthropologique le plus sophistiqué et le plus plausible sur le plan technique, en ce qui concerne la relation entre la culture et la biologie ».
Il a souvent été observé que l'intérêt d'Ursula K. Le Guin pour l'anthropologie et l'influence de celle-ci sur sa fiction découlent de l'influence de ses parents anthropologues, Theodora Kroeber et Alfred Louis Kroeber. Dans son essai sur Le Guin, Warren G. Rochelle note que ses parents lui ont inculqué « l'attitude anthropologique » nécessaire à l'observation d'une autre culture - ou, pour elle, à l'invention d'une autre culture : la reconnaissance et l'appréciation de la diversité culturelle, la nécessité d'être un « observateur proche et impartial », objectif, mais conscient de la subjectivité inéluctable qu'implique la participation à une culture étrangère. Jan Horner a pour sa part affirmé qu'une grande partie de la fiction de Le Guin peut être lue comme une remise en question de leur méthodologie.

##### Genre, sexualité et féminisme
Selon Pamela J. Annas, au moins les premières œuvres du cycle de l'Ékumen, des années 1960 et 1970, sont « une exploration des dimensions biologiques, psychologiques, sociales et mystiques de la dualité Moi-Autrui, qui est très souvent métaphorisée explicitement sous la forme de l'androgynie » ; dans La Main gauche de la nuit, Le nom du monde est forêt et Les Dépossédés, Le Guin utilise en particulier « le procédé du contraste entre une mentalité dualiste et une mentalité androgyne ».
La Main gauche de la nuit est l'expérience la plus célèbre de Le Guin en matière de questionnement de la notion de genre. Le roman décrit comment un envoyé humain sur la planète enneigée de Géthen s'efforce de comprendre une population asexuée les cinq sixièmes du temps, mais dans laquelle les individus deviennent soit masculins, soit féminins, lorsqu'ils entrent en « kemma », une sorte d'œstrus.
Dans La Question de Seggri (nouvelle publiée dans le recueil L'Anniversaire du monde), Le Guin imagine l'exploration en profondeur, par plusieurs observateurs de l'Ékumen, de la société de la planète (fictive) Seggri, dans laquelle « les hommes ont tous les privilèges et les femmes tous les pouvoirs » parce que la population humaine y a été génétiquement modifiée de manière que cinq enfants sur six naissent de sexe féminin, et que « du fait d’un grand nombre de fœtus mâles non viables et de naissances difficiles chez les garçons, on se retrouve avec un mâle sur seize à la puberté ». Le Guin remet ainsi en question l'attribution de rôles, de statut et de pouvoir spécifiques à chaque sexe dans la société, en expérimentant des renversements majeurs : les hommes y ont un statut cantonné à leur rôle de reproducteurs, objectifiés et monnayables comme des étalons, tandis que les femmes ont tous les pouvoirs, étant les seules à pouvoir étudier à l'université, choisir leurs partenaires sexuels et avoir un travail productif. De même, sur Seggri ce sont les hommes qui portent les cheveux longs et les femmes les cheveux courts : Toddra, un jeune homme essayant de se dissimuler parmi les femmes pour échapper à l'oppression sexiste qu'il subit, déclare ainsi : « Je serai une femme, personne n'en saura rien. Je me couperai les cheveux, personne ne le saura! ». Elle questionne les préjugés et justifications malhonnêtes en imaginant comment ils pourraient être renversés contre les hommes, pour justifier leur cantonnement à un rôle subalterne et limiter leur liberté : « J’ai demandé à Skodr pourquoi un homme intelligent ne pourrait pas venir étudier à l’université, et elle m’a dit que l’instruction était très néfaste pour les hommes : elle affaiblit leur sens de l’honneur, elle avachit leurs muscles et elle les rend impuissants.  — Ce qui va au cerveau le fait au détriment des testicules, m’a-t-elle expliqué. C’est pour leur propre bien que les hommes doivent être protégés de l’instruction » ; « Les oeuvres de fiction ne faisaient pas partie du cursus des départements littéraires dans les universités, et elles étaient souvent rejetées avec dédain : "la fiction, c'est pour les hommes" » ; « les directrices de la Poterie, à l'issue de nombreuses discussions, ne purent tomber d'accord pour embaucher des hommes. Leurs hormones empêcheraient des ouvriers mâles d'être fiables, et les ouvrières seraient mal à l'aise, et ainsi de suite ». Réciproquement, les hommes nourrissent les préjugés contraires sur les femmes, en leur attribuant notamment « cette indifférence que les femmes manifestent souvent vis-à-vis des humeurs et des signes ».
Inversement, dans L'Anniversaire du monde, Le Guin reprend les arguments habituels justifiant l'attribution des tâches symboliquement aventureuses aux hommes (ici les « évas » à l'extérieur du vaisseau), mais en y rajoutant une critique ironique, pour ridiculiser implicitement les tenants de ce sexisme : « L’argument en faveur d’une restriction par sexe était que les hommes, incapables de donner naissance à des enfants et de les nourrir, avaient besoin d’une responsabilité compensatrice afin de valoriser leur plus grande force musculaire, ainsi que d’un exutoire pour leur agressivité d’origine hormonale, et leur besoin de paraître ».

##### Xénophobie et racisme
Dans une analyse rétrospective publiée en 2017, Le Guin envisage que les premiers récits du cycle, publiés dans les années 1960, en comparaison avec les récits suivants, constituaient alors surtout un défi conscient aux préjugés racistes inhérents à « l'univers vanille traditionnel de la science-fiction et de la fantasy », qu'elle voulait « subvertir », en basant ses récits « sur l'hypothèse (parfaitement rationnelle) qu'être "de couleur" est la norme humaine ». En effet, les récits du cycle de l'Ékumen mettent le plus souvent en scène des protagonistes à la peau plus ou moins brune, comme la noble Angyar du premier texte de la série, Le Collier de Semlé, son fils Mogien dans Le Monde de Rocannon (mais à l'exception notable de l'ethnologue Rocannon dans ces deux premiers récits), Jacob Agat dans Planète d'exil ou encore son descendant Ramarren Agad de Charen dans La Cité des illusions.
Mona Fayad a observé que dans le roman Le nom du monde est forêt, Le Guin « démontre explicitement l'incapacité des colonialistes à comprendre les autres cultures et montre comment le désir de dominer et de contrôler interfère avec la capacité de percevoir l'autre ».

#### Politique
Le cycle de l'Ékumen, comme l'ensemble de l'œuvre d'Ursula K. Le Guin, a évolué, au milieu des années 1970, depuis un existentialisme anthropologique assez individualiste, vers une critique plus sociale, engagée en faveur d'une forme d'anarchisme pacifiste, dénonçant plusieurs grands sujets de crise politique de la fin du XXe siècle, comme la société de classes, l'autoritarisme, le colonialisme, l'impérialisme ou le militarisme.

##### Anarchisme
Le Guin dénonce le collectivisme autoritaire, symbolisé par les sociétés de Thu (dans Les Dépossédés) et d’Orgoreyn (dans La Main gauche de la nuit). Elle envisage ouvertement l'anarchisme comme une alternative à cet autoritarisme, notamment à travers les communautés et mouvements révolutionnaires odoniens (dans Les Dépossédés et À la veille de la Révolution) et athshéens (dans Le nom du monde est forêt).

##### Anticolonialisme, anti-impérialisme
Dans une analyse rétrospective publiée en 2017, Le Guin considère que les récits du cycle publiés après les années 1960 expriment une critique des pratiques néocoloniales modernes, de « l'histoire terrible que [s]on propre pays continue de raconter »).
Ainsi, dans Le nom du monde est forêt, Le Guin met en scène la révolution d'une population indigène sensible, non agressive et écologiquement responsable, contre une puissance coloniale qui la tyrannise brutalement, et dont la violence et les méthodes de pillage des ressources naturelles évoquent celle des colons européens et de l'impérialisme américain au Viêt Nam (la guerre du Viêt Nam et les mouvements de protestation qu'elle a suscités étant contemporains de l'écriture du roman),.

##### Antimilitarisme
Le nom du monde est forêt, qui met en scène la tentative de génocide de la population non agressive des humanoïdes athshéens par les Terriens, est l'une des principales dénonciations, sous la forme allégorique propre au genre de la science-fiction, des crimes de guerre américains lors de la guerre du Viêt Nam,.

#### Taoïsme

Le taijitu est le symbole du dualisme taoïste.

L'intérêt de Le Guin pour la philosophie orientale et plus précisément pour le taoïsme a influencé une grande partie de son œuvre de fiction. Ainsi, le cycle de l'Ékumen traite le thème du dualisme, de l'équilibre et l'harmonie entre la lumière et l'obscurité, un thème central du taoïsme,.
Ce traitement du dualisme est notamment omniprésent dans La Main gauche de la nuit, à tel point que le titre du roman lui-même provient de la première phrase d'un lai inventé par Le Guin et inspiré du dualisme de la philosophie chinoise, que cite le narrateur du chapitre 16 : « Le jour est la main gauche de la nuit, et la nuit la main droite du jour. Deux font un, la vie et la mort enlacés comme des amants en kemma, comme deux mains jointes, comme la fin et le moyen ». L'importance du dualisme taoïste dans ce roman est d'ailleurs explicitée dans le chapitre 19, lorsque l'Envoyé de l'Ékumen Genly Aï dessine un taijitu et l'explique ainsi à son ami autochtone : « On trouve ça sur la Terre, et sur Hain-Davenant, et sur Chiffewar. C’est le yin et le yang. Le jour est la main gauche de la nuit… j’ai oublié la suite. Jour, nuit. Peur, courage. Froid, chaud. Femelle, mâle. C’est toi-même, Therem, double et unique ». On comprend alors que le traitement du genre dans le roman est également une expression des tensions de ce dualisme.

### Style
Le traitement stylistique de certaines des œuvres du cycle a été remarqué pour la manière dont la forme reflète le fond, comme dans la première nouvelle publiée, Le Collier de Semlé, qui alterne un style lyrique et poétique, dans la partie inspirée de la mythologie nordique, avec un style plus techniciste typique de la science-fiction, dans la partie sur le voyage extra-planétaire,,.
La structure narrative hétérogène de La Main gauche de la nuit a été décrite comme « nettement postmoderne » et était inhabituelle à l'époque de sa publication, en contraste marqué avec la science-fiction traditionnelle. Le récit est en effet composé d'une alternances de chapitres de rapports d'un envoyé de l'Ékumen à la première personne, d'extraits du journal personnel du principal personnage secondaire, de rapports ethnologiques d'un ancien observateur de l'Ékumen, et de récits de mythes et de légendes de la planète Géthen.
On retrouve un schéma similaire alternant les narrateurs, avec des styles d'écriture et des points de vue différents, dans plusieurs œuvres du cycle, parmi lesquelles on peut citer le recueil de nouvelles Quatre chemins de pardon (conçu comme une « suite d'histoires » complémentaires, formant un récit global à la fois cohérent et divers), la nouvelle L'Anniversaire du monde ou encore La Question de Seggri.

## Réception critique

### Récompenses des livres de la saga
- La Main gauche de la nuit : prix Nebula du meilleur roman  en 1969 et prix Hugo du meilleur roman en 1970
- Le nom du monde est forêt : prix Hugo du meilleur roman en 1973
- Les Dépossédés : prix Nebula du meilleur roman  en 1974, prix Hugo du meilleur roman en 1975 et prix Locus du meilleur roman en 1975
- Le Dit d'Aka : prix Locus du meilleur roman de science-fiction en 2001
- Quatre chemins de pardon : Grand prix de l'Imaginaire en 2007 pour l'ensemble du recueil[42]